# Baltische Beker 2008
De Baltische Beker 2008 was de 22ste editie van de Baltische Beker. Het toernooi werd gehouden van 30 mei tot en met 1 juni 2008 in Jūrmala en Riga, Letland. Litouwen was de titelverdediger. Gastland Letland werd kampioen. Estland deed ook mee aan het toernooi.

## Overzicht
| Nr. | Land     | GW | Win | Gel | Ver | DV | DT | +/- | Pnt |
| --- | -------- | -- | --- | --- | --- | -- | -- | --- | --- |
| 1.  | Letland  | 2  | 2   | 0   | 0   | 3  | 1  | +2  | 6   |
| 2.  | Litouwen | 2  | 1   | 0   | 1   | 2  | 2  | 0   | 3   |
| 3.  | Estland  | 2  | 0   | 0   | 2   | 0  | 2  | –2  | 0   |

## Wedstrijden
|                       |                          |       |         |                                                                            |
| 30 mei 2008 19:07 uur | Letland                  | 1 – 0 | Estland | Skontostadion, Riga Toeschouwers: 4.500 Scheidsrechter: Andrius Zuta (LTU) |
| 30 mei 2008 19:07 uur | Juris Laizāns 48' (pen.) |       |         | Skontostadion, Riga Toeschouwers: 4.500 Scheidsrechter: Andrius Zuta (LTU) |

|                       |         |                           |          |                                                                                |
| 31 mei 2008 16:00 uur | Estland | 0 – 1                     | Litouwen | Slokasstadion, Jūrmala Toeschouwers: 1.300 Scheidsrechter: Romāns Lajuks (LAT) |
| 31 mei 2008 16:00 uur |         | 89' Valerijus Mižigurskis |          | Slokasstadion, Jūrmala Toeschouwers: 1.300 Scheidsrechter: Romāns Lajuks (LAT) |

|                       |                                               |       |                       |                                                                           |
| 1 juni 2008 14:00 uur | Letland                                       | 2 – 1 | Litouwen              | Skontostadion, Riga Toeschouwers: 3.300 Scheidsrechter: Sten Kaldma (EST) |
| 1 juni 2008 14:00 uur | Kaspars Gorkšs 56' Vidas Alunderis 77' (e.d.) |       | 81' Ričardas Beniušis | Skontostadion, Riga Toeschouwers: 3.300 Scheidsrechter: Sten Kaldma (EST) |

| Kampioen 2008      |
| ------------------ |
| Letland 10de titel |